# Д’Обири (замок)
Д’Обири́ (фр. Château d'Aubiry) — эклектичный замок в стиле необарокко, построенный в конце XIX века недалеко от города Сере, в департаменте Восточные Пиренеи, в регионе Окситания, Франция.

## История

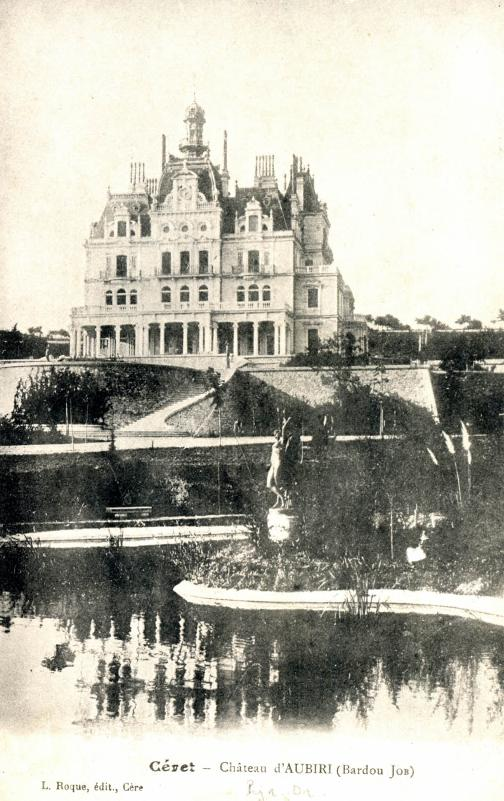
Замок д’Обири на фотографии 1910 года

Богатый промышленник Пьер Барду-Жоб хотел подарить каждому из своих троих детей роскошную резиденцию в виде замка. Одну из них он решил возвести недалеко от города Сере. Этот комплекс предназначался его сыну Жюстену. Проект подготовил датский архитектор Вигго Дорф-Петерсен. Строительство замка д’Обири началось в 1893-м и продолжалось по 1904 год. Сам Пьер Барду-Жоб так никогда и не увидел этой резиденции, так как скоропостижно скончался в 1892 году, как раз перед самым началом строительства.
После завершения строительства потомки Пьера Барду-Жоба некоторое время жили в замке, впоследствии решили продать его.
С 1973 года комплекс д’Обири принадлежит семье богатых промышленников из Восточной Франции Де Пра.
В 2006 году комплекс был признан памятником архитектуры Франции.
Представители семьи де Пра объявили, что хотя продать замок. Однако покупателя найти так и не удалось.
В январе 2021 года было объявлено, что пройдет в замке пройдёт фестиваль Les Déferlantes Sud de France.

## Описание
Замковый комплекс включает много объектов. Собственно замок — четырёхэтажное прямоугольное здание с богато отделанными фасадами. Внутренняя жилая площадь составляет 2500 квадратных метров. Многие помещения богато украшены в стиле модерн. Кроме того, построены часовня, дом садовника, особняк управляющего, террасы и ещё несколько построек. Вокруг разбит пейзажный парк площадью около пяти гектаров с английскими садами и оранжереями (возведены по проекту знаменитого инженера Гюстава Эйфеля). Вся территория обнесена каменной стеной. Имеется просторный винный погреб.

## В массовой культуре
- 1959 год. В замке и вокруг него снималось большинство сцен художественного фильма «Аппетитные[фр.]» Жака Дониоля-Валькроза.

## Галерея

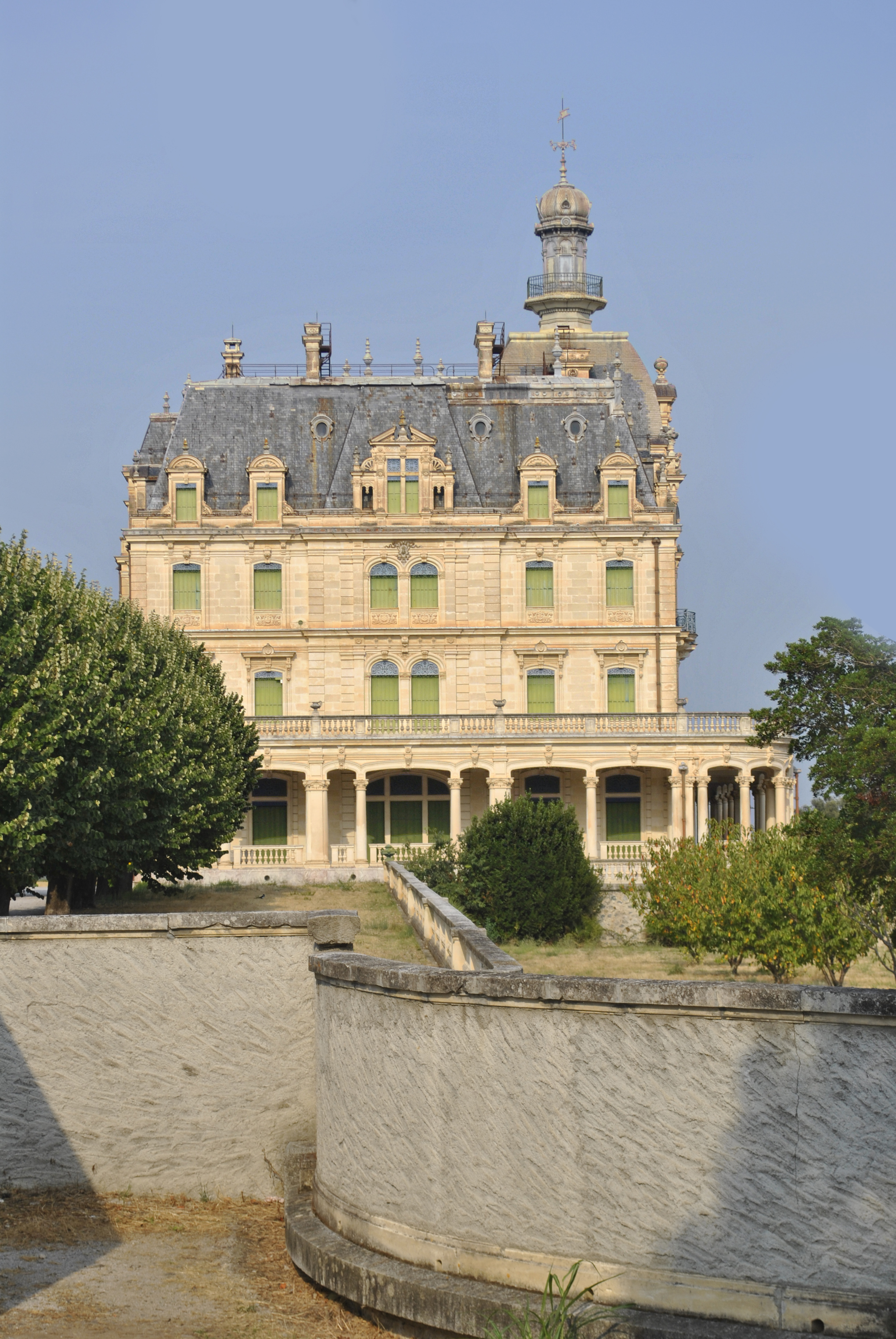
Западный фасад замка
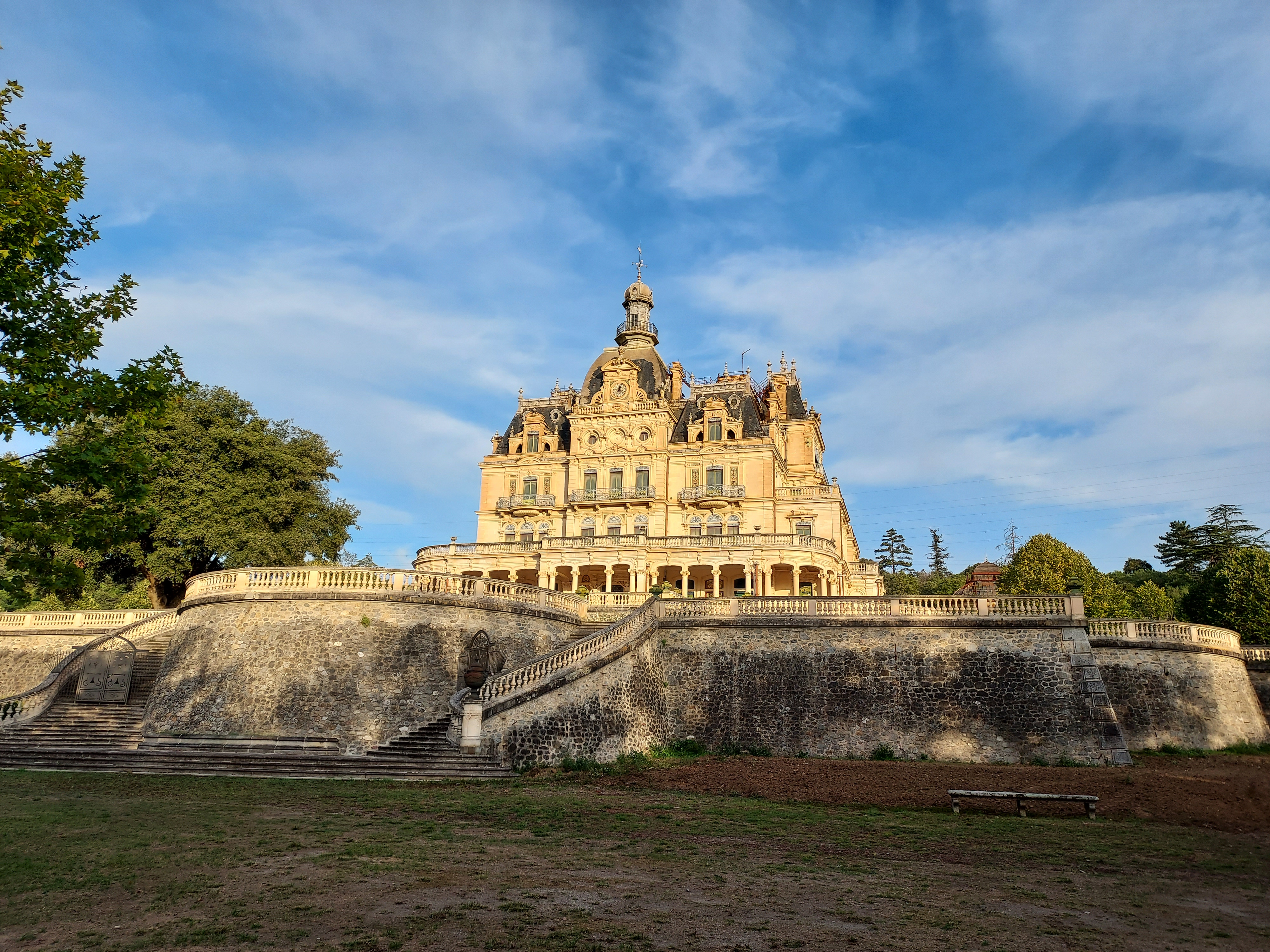
Замок и оранжереи
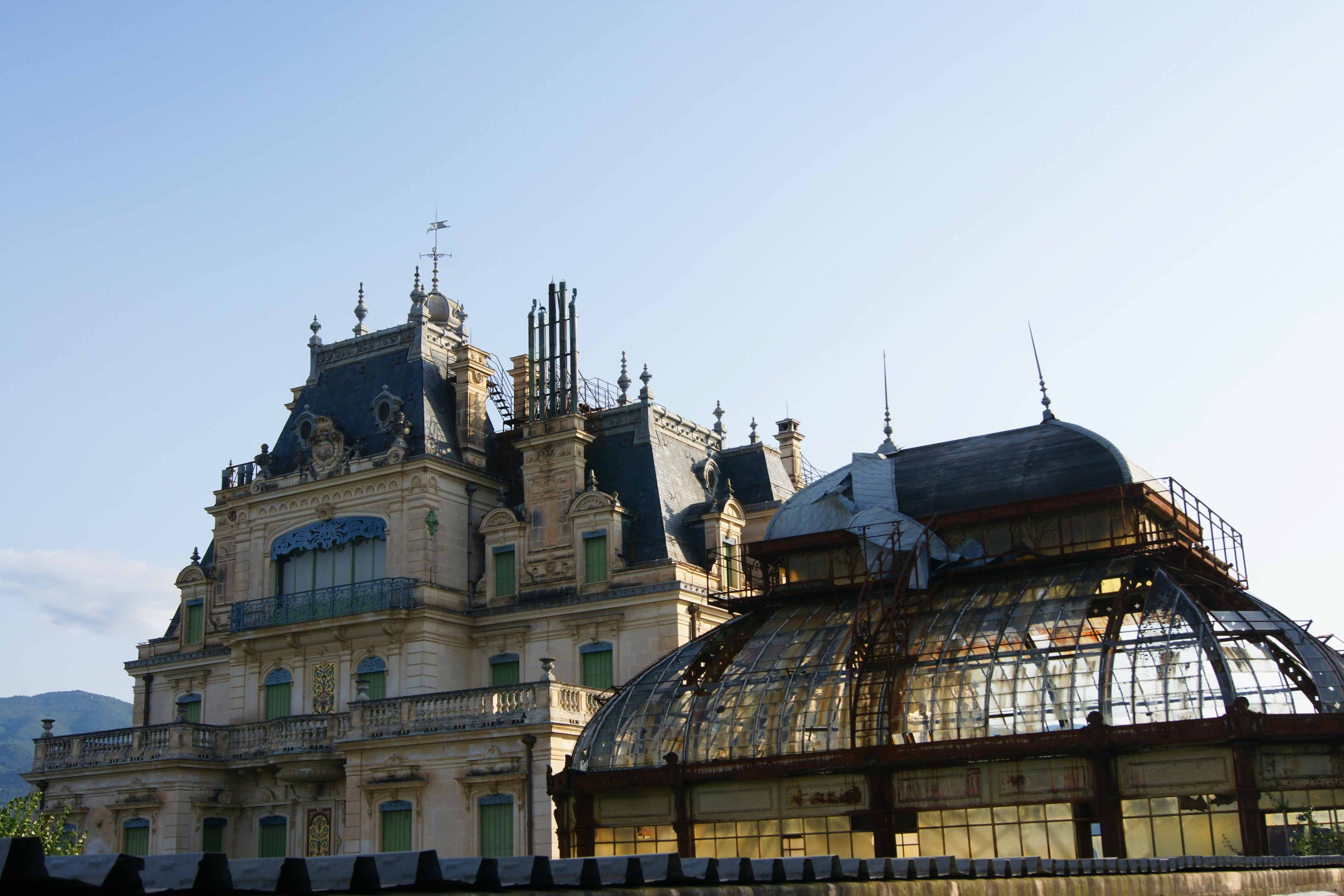
Одна из угловых башен комплекса